# エイペックス (企業)
エイペックス株式会社（英称：Apex K.K.）は、バイリンガル人材のための中間管理職以上の案件に特化した転職支援・人材紹介を事業としている。エグゼクティブサーチ（ヘッドハンティング）を強みとしている。

## 沿革
- 2010年（平成22年)
  - 9月 エイペックス株式会社設立、製薬、医療機器、および科学技術の3部門で東京・新橋にオフィス開設、事業スタート

- 2011年（平成23年）
  - 1月 従業員数の増加に伴い同フロアに入居していた会社とオフィスを交換する

- 2012年（平成24年）
  - 6月 プロフェッショナルサービス部門設立
  - 12月 旧恵比寿オフィスに移転

- 2013年（平成25年）
  - 5月 法務・コンプライアンス部門設立
  - 12月 コンシューマー・ラグジュアリー部門設立

- 2014年（平成26年）
  - 3月 IT・デジタルメディア部門設立
  - 11月 Recruitment Internationalより『最も成長を遂げた組織』を受賞

- 2015年（平成27年）
  - 3月 Medimove(MR)事業部設立
  - 4月 75名収容可能な、現恵比寿オフィスに移転
  - 7月 バンキング・ファイナンシャルサービス部門設立
  - 11月 サプライチェーン・購買部門設立
  - 11月 Recruitment Internationalより『ライフサイエンスリクルートメント企業2015』を受賞

- 2016年（平成28年）
  - 10月 『フォロワーとのエンゲージメントが高い企業ランキング2016』を受賞　(ミディアムエンタープライズ、アジア部門）※LinkedInにてフォロワー数とエンゲージメントが高いとして評価される
- 2017年（平成29年）
  - 1月 20日間の新入社員向けトレーニングプログラムを導入
  - 9月 特定非営利活動法人「TELL」により開催された世界自殺予防デーのチャリティーイベント・東京タワー階段レースに初出場、最も寄付金を集めた企業として受賞
- 2018年 （平成30年）
  - 7月 Recruitment Internationalより『最も働きたいリクルートメント企業』を受賞
  - 10月 LinkedInより『ブランディング・エクセレンス賞』と『リクルーター・パフォーマンス賞』を受賞
- 2019年（平成31年～令和元年）
  - 10月 Recruitment Internationalより『ヘルスケア＆ライフサイエンスリクルートメント企業2019』を受賞

## 加盟団体
- IRC Global Executive Search Partners